# 二碲化氫
二碲化氢是一种不稳定的氧族元素的氢化物，拥有两个碲原子。二碲化氢是简单的手性分子，左手性的二碲化氢和右手性的二碲化氢性质不同。

## 制备
二碲化氢可以由碲阴极在酸中电解而成。当碲阴极在碱中电解，会产生二碲离子 Te2−
2，也会产生Te2−和红色的多碲化物。在pH值为12的情况下，可以产生最多的二碲化氢。
二碲化氢也在二仲丁基二碲醚的气相分解中检测到。